# Catedral de Cristo Rey (Gaborone)
La Catedral de Cristo Rey (en inglés: Christ the King Cathedral ) es una iglesia católica en la localidad de Gaborone, la ciudad capital del país africano de Botsuana. Es la iglesia madre de la Diócesis de Gaborone. El obispo actual es Valentine Tsamma Seane. El Papa Juan Pablo II visitó la catedral el 13 de septiembre de 1988. La Misa se celebra de lunes a viernes a las 6:45 a. m. y 5:00 p. m. El Sábado los servicios se dan a las 8:30 p. m., en inglés, y el domingo Misa se celebra tres veces: 07:30 a. m. en inglés, 10:00 a. m., en setswana y a las 6:00 p. m. en inglés.